# Аринино (Раменский район)
Аринино — деревня в Раменском муниципальном районе Московской области. Входит в состав сельского поселения Новохаритоновское. Население — 199 чел. (2010).

## География
Деревня Аринино расположена в восточной части Раменского района, примерно в 22 км к востоку от города Раменское. Высота над уровнем моря 127 м. К деревне приписано 2 ДНТ — Светлая Поляна и Усадьба Воронова. Ближайший населённый пункт — деревня Антоново.

## История
В 1926 году деревня являлась центром Арининского сельсовета Карповской волости Богородского уезда Московской губернии.
С 1929 года — населённый пункт в составе Раменского района Московского округа Московской области.
До муниципальной реформы 2006 года деревня входила в состав Новохаритоновского сельского округа Раменского района.

## Население
| 1926 | 2002 | 2010 |
| ---- | ---- | ---- |
| 468  | ↘208 | ↘199 |

В 1926 году в деревне проживало 468 человек (188 мужчин, 280 женщин), насчитывалось 96 крестьянских хозяйств. По переписи 2002 года — 208 человек (94 мужчины, 114 женщин).